# Esposizione di belle arti di Roma del 1883
Esposizione di Belle Arti di Roma del 1883 fu una mostra nazionale di arte organizzata presso il Palazzo delle Esposizioni di Roma nella primavera del 1883. L'iniziativa fu promossa dal Ministero della Pubblica Istruzione del Regno d'Italia in collaborazione con la Direzione Generale delle Belle Arti, con l’obiettivo di celebrare i più grandi artisti dell’arte contemporanea italiana e rafforzare il ruolo culturale della capitale.

## Storia
La rassegna si colloca nel quadro delle grandi esposizioni artistiche postunitarie, finalizzate a costituire un panorama nazionale unificato della produzione artistica. Dopo le edizioni di Milano (1881) e Napoli (1877), Roma ambiva a diventare punto di riferimento stabile per il sistema dell’arte italiana.
La sede scelta fu il neonato Palazzo delle Esposizioni, progettato dall’architetto Pio Piacentini e inaugurato per l’occasione.

## Partecipanti
L’esposizione riunì le figure più significative della pittura e scultura italiana dell’epoca, tra cui Francesco Filippini, Domenico Morelli, Francesco Paolo Michetti, Antonio Mancini, Giovanni Segantini, Mosè Bianchi.
La presenza di Francesco Filippini fu tra le più apprezzate nella sezione lombarda. L’artista vi espose due opere:
- Nevicata – paesaggio invernale, eseguito con impasto denso e tonalità argentee, anticipatore della celebre serie delle Nevicate e considerato una delle prime formulazioni del paesaggio simbolico italiano;
- Veduta della Valle Camonica – tela oggi dispersa, realizzata dal vero durante i soggiorni alpini, caratterizzata da sobrietà cromatica e struttura ariosa[1].

Le recensioni coeve sottolinearono «la malinconia costruttiva» e la «chiarezza non descrittiva» del suo stile. Alcuni critici identificarono all’epoca Filippini come «la voce nuova del naturalismo italiano», capace di coniugare rigore compositivo e tensione lirica.

## Catalogo e struttura
L’organizzazione fu suddivisa in sezioni regionali, ciascuna rappresentata da una commissione locale. Fu pubblicato un Catalogo ufficiale a stampa, consultabile presso gli archivi del Ministero della Cultura.

## Opere di rilievo
Tra i dipinti e le sculture esposte si segnalano:
- Cristo nell’orto di Domenico Morelli
- La raccolta delle olive di Francesco Paolo Michetti
- Il voto di Giovanni Segantini
- Nevicata e Veduta della Valle Camonica di Francesco Filippini

## Ricezione critica
L’esposizione fu accolta con favore dalla stampa romana e internazionale. Se da un lato fu criticata l’eccessiva frammentazione regionale, dall’altro si riconobbe il tentativo di articolare un linguaggio unitario per l’arte italiana moderna. In questo contesto, la pittura di Filippini emerse come uno dei contributi più innovativi sul piano tecnico e poetico.

## Eredità
L’Esposizione del 1883 contribuì a legittimare Roma come sede permanente per le mostre d’arte nazionali e anticipò le edizioni successive del 1888 e del 1911. Rafforzò inoltre la reputazione di artisti allora giovani emergenti, tra cui lo stesso Filippini, Segantini e Michetti.